# Зидерхајштет
Зидерхајштет (њем. Süderheistedt) општина је у њемачкој савезној држави Шлезвиг-Холштајн. Посједује регионалну шифру (AGS) 1051111.

## Географски и демографски подаци
Општина се налази на надморској висини од 5 метара. Површина општине износи 8,4 km². У самом мјесту је, према процјени из 2010. године, живјело 592 становника. Просјечна густина становништва износи 70 становника/km².